# 神西湖
神西湖（じんざいこ）は、島根県出雲市の西部に位置する汽水湖。西南に三瓶山を拝み、アシやガマに囲まれシジミがよく穫れる。2005年度のシジミの収穫量は約1万7千トンであり、全国の湖沼中では6位。また単位面積当たりで見れば全国の湖沼中1位でもある。
姉妹湖として鳥取県の湖山池がある。

## 地理
流入河川として十間川、流出河川として差海川がある。湖の西側には湖陵温泉がわく。
なお、河川法上は差海川、神西湖ともに十間川として指定されている。

## 歴史
『出雲国風土記』に神門水海（かんどのみずうみ）として記述が見られるが、この湖は現在の約3倍の周囲長を持っており、現在の形とはかなりかけ離れている。当時、湖周辺は滑狭（なめさ）と呼ばれ、大国主神の后神生誕の地として伝わっている。神西湖は以下のように変化した。

### 縄文時代
現在の宍道湖にあたる湖域全体とその西岸陸域は日本海につながり、島根半島の西側をえぐる大きな湾が存在していた。その湾に南から注ぐ斐伊川と神戸川の強い堆積作用により、湾は次第に埋め立てられ東側と西側に分断された。東側が現在の宍道湖の原型であり、西側に残った湾部が現在の神西湖の原型でもある。

### 弥生時代
堆積作用が進むにつれて湾は次第に小さくなり、日本海と分断され、汽水湖となった。

### 江戸時代
神西湖の北部が埋め立てられ縮小し、さらに1635年と1636年の大洪水を機に斐伊川と神戸川の川違えが行われ、斐伊川は宍道湖に、神西湖から切り離された神戸川は直接日本海に注ぐようになった。これにより、神西湖と日本海を結ぶ河川がなくなり、大雨で度々溢れるようになった。そのために湖西側を開削し排水路を設けた。これが現在の差海川である。また新田開発に伴って湖の東側から流入する十間川が開削された。これにより現在に通じる形態が完成した。

## 神西湖九景
近江八景にならって江戸時代中期に神西湖九景が選ばれた。
- 田中山の清嵐
- 正久寺の晩鐘:現在正久寺の跡のみ。
- 鵜来の秋月
- 掛前の帰帆
- 蛇島の暮雪
- 差海の夕照
- 水原の落雁
- 椎崎の夜雨
- 小野木が松:1939年に旱魃で枯死。